# Tatra T5A5
Der Tatra T5A5 war ein Straßenbahntyp des tschechoslowakischen Herstellers ČKD Tatra, von dem nur zwei Prototypen produziert wurden.

## Entwicklung und Einsatz
Der erste Prototyp des T5A5 entstand Ende 1972 in der Waggonfabrik in Prag-Smichov, welcher die Nummer 8000 erhielt. Der Wagen wurde noch mit der klassischen elektrischen Ausrüstung mit Accelerator ausgestattet. Er erhielt jedoch modernisierte Motoren. In den Jahren 1974 bis 1976 wurden mit diesem Wagen Probefahrten in Most durchgeführt. Nach diesen Fahrten kam er zurück ins Werk nach Prag und erhielt dort die Thyristorsteuerung TV1. Nach den darauf folgenden Probefahrten wurde die elektrische Ausrüstung entfernt, um in ihm die elektrische Ausrüstung des Beiwagens B6A2 für die DDR zu testen. Nach den Tests wurde der Wagen 1985 verschrottet. Der Triebwagen hatte das gleiche Design wie die zur gleichen Zeit gebauten KT4D Prototypen für Potsdam: Gesickte Außenwände, schmale eckige Front und Heckscheinwerfer.
1981 wurde ein zweiter Prototyp gebaut, da auf Grund technischer Neuerungen nicht mehr davon ausgegangen wurde, den ersten Prototyp als Vorbild für den Serienwagen zu nutzen. Das Fahrzeug erhielt die Nummer 8013. Er wurde ausschließlich in Prag getestet und bekam die Thyristorsteuerung TV3. 1984 wurde der Wagen für das Ziehen eines Beiwagens (Beiwagenbetrieb) umgebaut. Der T5A5 wurde mit dem ersten Prototyp 8000 gekoppelt. 1985 bekam er neu entwickelte Drehgestelle für die Vorstadtschnellbahnen. Da das Fahrzeug länger zum Testen benötigt wurde, bekam er von CKD die Nummer 0013. 1985 erhielt das Fahrzeug neue für Vorstadtschnellbahnen entwickelte Drehgestelle und 1986 wurde die Thyristorsteuerung TV4 getestet. in der Zeit wurde auch der Dachaufbau geändert. Nach diesen Testfahrten wurde der Wagen bei ČKD abgestellt. Im Oktober 1998 wurde er auf Wunsch der Verkehrsbetriebe in Manila zusammen mit dem RT8D5-Prototypen 0029 und dem T3 6663 für diverse Crashtests in der Hauptwerkstatt in Prag-Hostivar verwendet. Anschließend wurde das Fahrzeug verschrottet. Dieser Triebwagen hatte das Aussehen von den T5C5 Budapest erhalten. Er hatte aber nur auf einer Seite die Türen. Dieser Wagenkasten wurde später beim T6A5 übernommen.
Zu einer Serienproduktion der Fahrzeuge kam es nie, da zwischenzeitlich technisch neuere Modelle und Baureihen entwickelt wurden.